# I Don’t Wanna Know Why the Caged Bird Sings
«I Don’t Wanna Know Why the Caged Bird Sings» (рус. «Я не желаю знать, почему поют птицы в клетках») — четвёртый эпизод девятнадцатого сезона мультсериала «Симпсоны». Вышел в эфир 14 октября 2007 года.

## Сюжет
Лизу объявляют ученицей миллениума, и вся семья должна явиться в школу на торжественное мероприятие, посвящённое этому событию. Заранее предупреждённый Мардж, Гомер с Мэгги приходит раньше всех, и час, оставшийся до начала церемонии, посвящает работе над своим комиксом о Супермене. Тем временем Мардж, стоя в очереди в Первом Банке Спрингфилда, перекидывается парой фраз со стоящим перед ней мужчиной по имени Дуайт. Через несколько секунд тот выхватывает пистолет и стреляет в воздух. К нему присоединяется его напарник, вооруженный винтовкой. В этот момент у Мардж звонит телефон, от чего нервный напарник Дуайта открывает огонь в воздух, попадая при этом в Гила, для которого это первый день работы охранником. Видя, что ограбление превращается в убийство, напарник в панике выпрыгивает на улицу прямо перед полицейской машиной. В результате здание банка оказывается окружено полицией. Однако Мардж удается уговорить Дуайта сдаться — взамен она обещает навестить его в тюрьме.
Но ехать к человеку, который держал её на прицеле, Мардж явно не хочется. Она делает всё, чтобы не попасть на свидание, и в итоге опаздывает. Разочарованный Дуайт бежит из тюрьмы, заявляя, что вернётся туда, когда закончит «незавершённое дело», что, по мнению полиции, более чем честно. Он похищает Мардж и везет её в парк развлечений, где когда-то давно он был брошен своей матерью. Там он просит Мардж подарить ему день, в котором отказала ему мать, и она соглашается. Во время катания на одном из аттракционов Дуайт спасает жизнь Виггаму, пытавшемуся арестовать его, после чего возвращается в тюрьму, где Мардж наконец-то его навещает.

## Культурные отсылки
- Название эпизода — переиначенное заглавие романа чернокожей американской писательницы Майи Энджелоу «Я знаю, почему поют птицы в клетках» (англ. «I Know Why the Caged Bird Sings», 1969).
- Сцена ограбления — пародия на аналогичную сцену из фильма «Собачий полдень», а напарник Дуайта очень похож на героя Джона Казале.
- Сцена побега Дуайта из тюрьмы пародирует сцены из фильмов «Побег из Шоушенка» и «Мыс страха».
- Клэнси Виггам, готовясь вступить в переговоры с грабителями банка, просматривает на DVD-плеере фильм «Переговорщик» (1998).

## Интересные факты
- На нашивке на одежде арестанта из фильма, который смотрит Мардж, написано «JABF19». Это код серии.
- В начале эпизода Мардж перед зеркалом помогает Барту надеть костюм. В ответ на насмешку Гомера он говорит, что ему придётся хорошо выглядеть, поскольку завтра "такой день". При этом во время церемонии в зале Барта не видно.

## Саундтрек
- Men at Work — «Who Can It Be Now?»[1]